# Aspidium pearcei
Aspidium pearcei là một loài dương xỉ trong họ Tectariaceae. Loài này được Philippi mô tả khoa học đầu tiên năm 1881.
Danh pháp khoa học của loài này chưa được làm sáng tỏ. 